# Mazus saltuarius
Mazus saltuarius är en tvåhjärtbladig växtart som beskrevs av Hand.-mazz.. Mazus saltuarius ingår i släktet Mazus och familjen Mazaceae. Inga underarter finns listade i Catalogue of Life.